# Bernard Journu-Auber

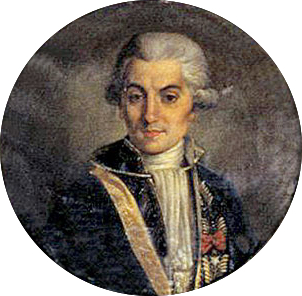
Bernard Journu-Auber

Bernard Journu-Auber (* 15. Mai 1745 in Bordeaux; † 28. Februar 1815) war ein französischer Politiker, Gelehrter und Reeder.
Der Spross einer Kaufmannsfamilie aus Bordeaux heiratete 1775 eine reiche kreolische Erbin namens Monique-Geneviève Auber aus Port-à-la-Paix. Er betätigte sich als Reeder und gelehrter Landwirt und schrieb 1789 ein preisgekröntes Mémoire sur l’infertilité des Landes. 1778 - 80 war er Konsul der Börse von Bordeaux. Er wurde 1791 als Mitglied in die Gesetzgebende Nationalversammlung gewählt und gehörte dem konstitutionell monarchistischen Club der Feuillants an. In Kolonialfragen wandte er sich gegen die Sklavenbefreiung. Während des jakobinischen Terrors war er eine Zeitlang im Fort du Hâ in Bordeaux inhaftiert.
Der Staatsstreich Napoleon Bonapartes am 18. Brumaire (9. November 1799) sah Journu-Auber auf der Seite der Gewinner. Er wurde Senator, einer der Gründer der Banque de France, Kommandeur der Ehrenlegion (1804) und erhielt den 1808 den Grafentitel Comte de Tustal. Es gelang ihm, das Kunstmuseum seiner Heimatstadt durch administrative Zuweisung 29 wertvoller Gemälde zu bereichern.
AM 3. April 1814 votierte er allerdings im Senat für die Absetzung Napoleons und wurde von Ludwig XVIII. mit dem Titel eines Pair von Frankreich belohnt. Journu-Auber starb kurz vor der Rückkehr des Kaisers und den „100 Tagen“.